# George Dragomir Turia
George Dragomir Turia (n. 16 februarie 1962, Turia, România), pe numele real George Dragomir, este un artist vizual român-canadian, membru al Uniunii Artiștilor Plastici din România, al Visual Arts Ontario și al Ontario Society of Artists, cunoscut pentru seria de portrete sculpturale realizate în porțelan și gresie, expuse în Canada, România și Statele Unite ale Americii.

## Educație
George Dragomir s-a născut în satul Turia, din județul Olt, nume ce avea să și-l însușească ulterior ca artist. A urmat clasele primare în satul natal, iar ciclul secundar în localitatea Zorleasca. Primele două clase de liceu le-a urmat la Liceul „Radu Greceanu”, iar următoarele două la Liceul „Nicolae Titulescu” din Slatina.
Între anii 1991-1997 a studiat la Universitatea Națională de Arte din București, Facultatea de Arte Decorative și Design, departamentul Ceramică-Sticlă-Metal, având ca specialitate Ceramica, la clasa sculptorului Costel Badea.

## Carieră
George Dragomir Turia abordează o gamă artistică variată, potrivit criticilor în domeniu, întrucât pictează, sculptează, lucrează în bronz și experimentează tehnici de multiplicare și transfer de imagine. Creațiile sale artistice reprezintă un colaj de amintiri personale, voci interioare, muzicalitate, răspunsuri, speranță, o reprezentare vizuală a unui poem pe care nimeni nu l-a scris. Ideea de reprezentare a spațiului interior, încercările de a construi vizual o infrastructură interioară care să surprindă moduri omenești fundamentale de a fi sunt coordonate principale ale operei lui George Dragomir Turia. Printre cele mai cunoscute lucrări ale sale se află: „Umbra fostului eu”, „Prima materia”, „Natură duală”, „Natura firii”, „Mirare” sau „Inocență”.
Este membru al Uniunii Artiștilor Plastici din România începând cu anul 1997. În 2001 s-a stabilit în Canada, unde a realizat cea mai mare parte a lucrărilor sale, iar în 2005 a devenit membru al Visual Arts Ontario și Ontario Society of Artists, din Toronto. După douăzeci de ani, a revenit în țară, în 2021, unde a continuat să expună creații deja consacrate, dar și să realizeze noi opere artistice, în special axate pe tema strămutării și a experienței creatoare în spațiul nord-american.
În 2023, a realizat trofeul pentru cea de-a doua ediție a Concursului Internațional de Artă Plastică „Gheorghe Petrașcu”, organizat în Tecuci.

### Expoziții personale

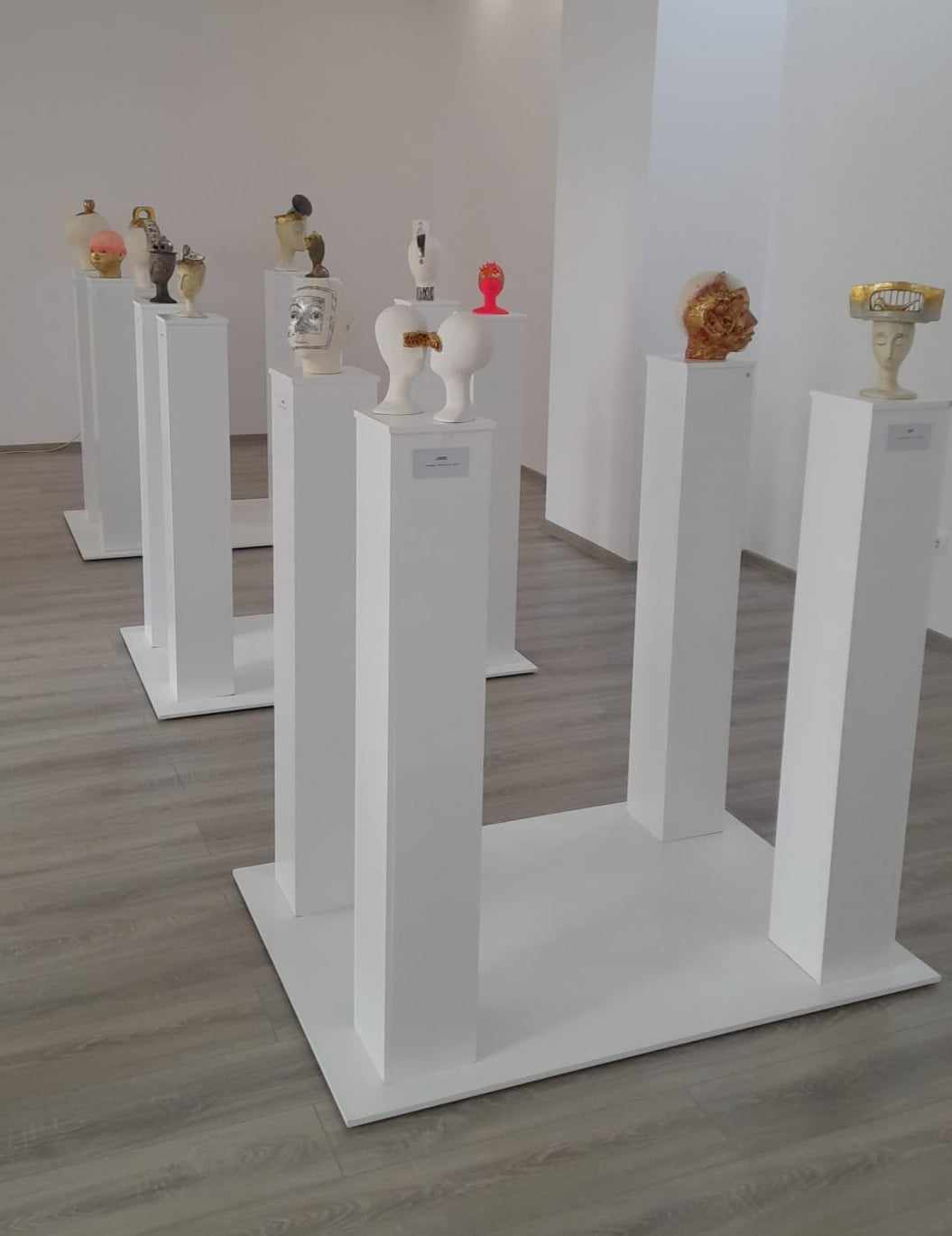
Imagine de la Expoziția „Față în față” a lui George Dragomir Turia, Slatina, 2024

- Imagine de la Expoziția „Față în față” a lui George Dragomir Turia, Slatina, 20241993 - Galeria „Artis”, Muzeul Județean de Artă, Slatina, Olt, România;
- 1995 - Institutul Francez din România, București, România;
- 1998 - The World Bank, București, România;
- 1999 - Jurnal Românesc/Journal American, Galeria „Orizont”, București, România;
- 2001 - Via Romania, Galeria „Orizont”, București, România;
- 2003 - Galeria de Artă „Teodora”, Toronto, Ontario, Canada;
- 2008 - Galeria „Jacob”, Toronto, Ontario, Canada;
- 2010 - The Memory, Galeria „Homer Watson”, Kitchener, Ontario, Canada;
- 2011 - Galeria „Artis”, Muzeul Județean de Artă, Slatina, Olt, România;
- 2013 - Alchemies of the Mind, Galeria de Artă „Teodora”, Toronto, Ontario, Canada;
- 2022 - Spațiu-Moment, Galeria „Artis”, Muzeul Județean de Artă, Slatina, Olt, România;
- 2023 - Spațiu interior, Galeria „Artex”, Râmnicu Vâlcea, România;
- 2024 - Față în față, Galeria „Artis”, Muzeul Județean de Artă, Slatina, Olt, România;[8]
- 2024 - Față în Față, Galeria „Galateea Contemporary Art”, București, România;
- 2025 - Oglindiri, Galeria Inspiratio, Brașov, România.

### Expoziții de grup
- 1991 - Galeria „Artis”, Muzeul Județean de Artă, Slatina, Olt, România;
- 1995 - Fundația Assos, Galeria „Galla”, București, România;
- 1995 - 134 de ani de la înființarea Universității de Artă București, Galeria Teatrului Național, București, România;
- 1995 - Artiști Olteni, Muzeul de Artă, Craiova, Dolj, România;
- 1996 - Muzeul de Artă, Craiova, Dolj, România;
- 1997 - Artele focului, Galeria „Apollo”, București, România;
- 1999 - Expoziție Municipală, Galeria „Orizont”, București, România;
- 2000 - Bienala Internațională de Ceramică, Centrul Național de Arte Frumoase, Giza, Egipt;
- 2002 - Galeria „Dimension Plus”, Montréal, Québec, Canada;
- 2002 - Galeria de Artă „Teodora”, Toronto, Ontario, Canada;
- 2003 - Galeriile de Artă „Whistler”, Columbia Britanică, Canada;
- 2004 - Varley Art Gallery, Unionville, Ontario, Canada;
- 2004 - Petits Formats, Galeria „Relais des Arts”, Stanbridge East, Québec, Canada;
- 2005 - Vernissage Trio, Galeria „Relais des Arts”, Stanbridge East, Canada;
- 2005 - Galeria „John B. Aird”, Toronto, Canada;
- 2005 - Relais des Arts Gallery, Stanbridge East, Québec, Canada;
- 2006 - Galeria „John B. Aird”, Toronto, Canada;
- 2006 - OSA New Members Exhibition, Canada;
- 2007 - Galeria „Jacob”, Toronto, Ontario, Canada;
- 2008 - OSA in the GTA, Galeria „Towne Square”, Oakville, Canada;
- 2009 - OSA in the GTA, Galeria „Towne Square”, Oakville, Canada
- 2009 - Towne Square Gallery, Oakville, Ontario, Canada
- 2012 - T-ART Gallery, Toronto, Canada;
- 2022 - Muzeul Național al Satului „Dimitrie Gusti”, București, România;
- 2022 - Noaptea albă a galeriilor, L'Amphitheatro Art Club, București, România;
- 2023 - Bienala Albastră, Brașov, România;
- 2023 - Muzeul de Artă „Casa Simian”, Râmnicu Vâlcea, România;
- 2023 - Salonul Județean de Artă, Galeria „Artex”, Râmnicu Vâlcea, România;
- 2024 - Grupul din Sud – Pictură și obiect, Galeria Artoteca, București, România;
- 2024 - Salonul Național de Artă Contemporană, Muzeul Național al Satului „Dimitrie Gusti”, București, România;
- 2024 - Salonul  Județean  de Artă, Galeria Artex, Râmnicu Vâlcea, România;
- 2024 - Muzeul de Artă „Casa Simian”, Râmnicu Vâlcea, România;
- 2024 - România Underground, Salina Ocnele Mari, Vâlcea, România;
- 2024 - Bienala Albastră, ediția a III-a, Brașov, România;
- 2025 – Eu: Autoportret vs. Oglindire, Galeria Galateea Contemporary Art, București, România;
- 2025 – Salonul Județean de Artă, Galeria Artex și Galeria Cozia Pasaj 1, Râmnicu Vâlcea, România;
- 2025 – Expoziție Neconvențională, Galeria Stancu, Ploiești, România.

De asemenea, lucrările lui George Dragomir Turia se regăsesc în colecțiile Muzeului Județean de Artă din Slatina, Colecția Centrului Național de Arte din Cairo, Colecția Uniunii Artiștilor Plastici din București, Colecția Universității de Arte din București, Colecția Institutului Francez din București și Colecția The World Bank din București.
A fost curator pentru expoziția Eu: Autoportret vs. Oglindire, organizată la Galeria Galateea Contemporary Art din București în 2025, iar în 2024 pentru Efemer, expoziție găzduită de aceeași galerie, și pentru expoziția Emilian Nuțu, desfășurată la Galeria Bibliotecii „Ion Minulescu” din Slatina. 

## Premii
Assos Art Foundation i-a decernat în 1995 Premiul pentru ceramică, iar în 1999 activitatea sa artistică a fost răsplătită cu Bursa „Costel Badea”, instituită de Uniunea Artiștilor Plastici din România. În 2010, în Toronto, a primit Premiul pentru Artă „Nicăpetre”.
În 2024, i-a fost acordat Premiul Special al Consiliului Director al Uniunii Artiștilor Plastici din România pentru lucrarea expusă în cadrul Salonului Național de Artă Contemporană 2024 de la București. Decernarea premiilor a avut loc pe 8 decembrie, la Muzeul Național al Țăranului Român, Sala Tancred Bănățeanu.